# Dilemme de sécurité
Le concept de dilemme de sécurité est un concept utilisé en théorie des relations internationales. Un État accroît sa puissance militaire pour garantir sa sécurité, ce qui est perçu comme une menace par un autre État, qui va à son tour renforcer ses capacités militaire. Le niveau global de conflictualité et d'insécurité augmente donc, alors que chaque État renforce sa propre sécurité.
Ainsi, tout État qui augmente sa propre sécurité contribue dans le même temps à augmenter l'insécurité globale et donc à diminuer sa propre sécurité. Ce dilemme peut conduire à une course à l'armement, l'exemple typique étant la course à l'armement nucléaire pendant la guerre froide.
L'expression a été inventée par John H. Herz (en) dans son livre Political Realism and Political Idealism (1951). À la même période l'historien britannique Herbert Butterfield a décrit la même situation dans History and Human Conditions sous les termes « situation extrêmement difficile et dilemme inextricable ».
Un exemple fréquemment cité est celui du déclenchement de la Première Guerre mondiale. Selon ce point de vue, les grandes puissances européennes se sont retrouvées forcées d'entrer en guerre du fait de leur sentiment d'insécurité face aux alliances de leurs voisins, bien qu'elles ne souhaitaient pas la guerre. De plus, la mobilisation accélérée de troupes de la part de grandes puissances comme la Russie, a en retour mis la pression sur les autres États pour qu'ils mobilisent rapidement à leur tour. Cependant, certains chercheurs contestent cette interprétation sur les origines de la guerre, avançant que certains des États impliqués souhaitaient réellement le conflit.
Le dilemme de sécurité est un concept populaire dans les sciences cognitives dans la théorie des relations internationales, qui voit la guerre comme résultat d'un échec de la communication entre les acteurs. Les théories fonctionnalistes affirment que pour éviter la guerre, il faut éviter les erreurs de communication en fournissant l'information appropriée.